# Jocelyne Godard
Pour les articles homonymes, voir Godard.
Jocelyne Godard est née au Mans, et vit à Paris et en Val de Loire à Choussy (Loir-et-Cher). Elle a été journaliste d'entreprise et photographe en parallèle. Elle a créé et dirigé, avec Martine Schaefer, Sépia, revue d'art et de poésie. Elle a publié une anthologie biographique de femmes écrivains.

## Livres
Divers
- Dhuoda, la Carolingienne ou le destin d'une femme écrivain en l'an 840,
- Leonor Fini ou les métamorphoses d'une œuvre, biographie

Roman
- La Scribe

Romans japonisants
- Au bout de l'Éventail
- Dans les plis du Kimono

Poèmes
- Le pays d'Alice est à quelques dérives d'ici
- Retendre la peau des pavés

Les amours de puis Les amours des femmes célèbres
1. Aliénor d'Aquitaine - Prendre cœur et prendre dame
2. Colette - Brûlantes entraves
3. George Sand - Les illusions perdues
4. Isabeau de Bavière - Vivre ses plaisirs
5. Isadora Duncan - Jusqu'aux vertiges
6. Joséphine de Beauharnais - Lascive et enjôleuse
7. La Reine Margot - Les amants sacrifiés
8. Lucrèce Borgia - Les nuits chaudes de Rome
9. Ninon de Lenclos - Les mille amants
10. Sarah Bernhardt - L'unique, la divine
11. La Grande Catherine - Entre amour et politique
12. La Comtesse du Barry - De Frère Ange à Louis XV
13. La Castiglione - Extravagante espionne
14. Frida Kahlo - La volonté pour oublier
15. Marilyn Monroe - Jour avec son pouvoir
16. Lola Montes - Un scandale pour chacun
17. Thérésa Tallien - L'égérie de la révolution
18. Héloïse - Jusqu'au fond du couvent

Les Thébaines
1. La Couronne insolente
2. De roche et d'argile
3. Vents et parfums
4. L’Ombre du prince
5. La Seconde Épouse
6. Les Dieux indélicats
7. Le Chant de la terre
8. La Vallée des artisans
9. À l’est, le port
10. L’Impossible Soleil
11. L’Héritage des Thébaines

Lys en Val de Loire
La série est rééditée fin 2023 avec une modification des titres des tomes.
1. La Nuit des démons (nouveau titre : Les Millefleurs de l'apocalypse)
2. La Trahison des anges (nouveau titre : L'Éloge au Combat)
3. La Revanche des dieux (nouveau titre : Les Feux de la Muse)
4. Les Millefleurs - L'offrande du cœur (nouveau titre : Les Élans du Cœur)
5. Les Millefleurs - La baillée des roses (nouveau titre : Le Lys et l’Étendard)
6. Les Millefleurs - Une flambée d'or (nouveau titre : Le Retour de l’Ange)

Les Ateliers de Dame Alix (suite de la série Lys en Val de Loire)
1. Les Licornes
2. Les Vierges du Vatican
3. Auguste et la Sibylle
4. Les Scènes galantes
5. David et Bethsabée
6. Les Triomphes

Les Chevaux de la mer
1. La Palefrenière
2. La Cavalière
3. La Messagère

Guerre et Femme
1. La Terre offensée. 1914
2. Les Familles éclatées. 1915
3. L’Odeur de la poudre. 1916
4. Les Mots chuchotés. 1917
5. Le Ciel écorché. 1918
6. Les Anges des ruines. 1919

La traversée des époques
- Le sari du Rajasthan
- Les yeux rubis du tigre
- La Vengeance des turbans rouges
- Le fils des boyards

Terres de sang et de lumière
1ère édition
1. Les fureurs du Danube
2. Les mirages de Constantinople
3. Les tremblements d'Antioche
4. Le Soleil rouge de Jérusalem

Réédition
1. L'appel au départ
2. Violent Danube
3. Aux portes du Bosphore
4. Entre l’Orient et l’Occident
5. L'enclave du désert
6. Les citadelles ébranlées
7. La trêve
8. Le crépuscule des chevaliers

La Poétesse des impératrices
1. La Cour de Nara
2. Le Temps des Ambassades
3. Encres et pinceaux

Lillith à la recherche des époques aka Lillith se laisse glisser au fil du temps
- Le Sphinx foudroyé
- Le Temple rebelle
- Le pacte du rouleau sacré
- Le Pacte du rouleau sacré